# Costa Rica nos Jogos Olímpicos de Inverno de 1988
A Costa Rica competiu nos Jogos Olímpicos de Inverno de 1988, realizados em Calgary, Canadá.